# Coefficiente di simmetria della barriera

Variazione della forma della barriera di potenziale associata ad una reazione redox al variare del coefficiente di simmetria della barriera (β). G* indica l'energia dello stato attivato, G_{OX} indica l'energia della specie ossidata e G_{RED} indica l'energia della specie ridotta.

In elettrochimica, il coefficiente di simmetria della barriera (o semplicemente coefficiente di simmetria) è un coefficiente rappresentativo della forma della barriera di potenziale associata al processo di trasferimento di carica elettrica attraverso l'interfase elettrodo-elettrolita (che è rappresentata dal doppio strato elettrico). Il coefficiente di simmetria della barriera può essere definito come la frazione dello spessore del doppio strato elettrico che deve essere oltrepassata dai portatori di carica per raggiungere lo stato attivato.
Si definisce il particolare un coefficiente di simmetria anodico {\displaystyle {\overleftarrow {\beta }}} riferendosi al trasferimento di carica dovuto alla semireazione di ossidazione e un coefficiente di simmetria catodico {\displaystyle {\overrightarrow {\beta }}} riferendosi al trasferimento di carica dovuto alla semireazione di riduzione.
La somma del coefficiente di simmetria anodico e del coefficiente di simmetria catodico è sempre uguale a 1:
{\displaystyle {\overleftarrow {\beta }}+{\overrightarrow {\beta }}=1}
Per tale motivo in molti testi si indica un solo coefficiente di simmetria β (che può corrispondere al coefficiente di simmetria anodico o al coefficiente di simmetria catodico), mentre il secondo coefficiente di simmetria viene indicato come (1-β).
I valori del coefficiente di simmetria anodico e del coefficiente di simmetria catodico sono spesso vicini tra di loro, per cui assumono valori prossimi a 0,5.

## Coefficiente di simmetria della barriera e coefficiente di trasferimento di carica
Nel caso più generale,  il coefficienti di simmetria della barriera ({\displaystyle {\overleftarrow {\beta }}} e {\displaystyle {\overrightarrow {\beta }}}) e i coefficienti di trasferimento di carica ({\displaystyle {\overleftarrow {\alpha }}} e {\displaystyle {\overrightarrow {\alpha }}}) sono legati tra loro dalle relazioni:
{\displaystyle {\overleftarrow {\alpha }}=n'{\overleftarrow {\beta }}}
{\displaystyle {\overrightarrow {\alpha }}=n'{\overrightarrow {\beta }}}
in cui n' è un numero (in genere minore di 2) che tiene conto del numero di elettroni trasferiti attraverso le reazioni elementari del trasferimento di carica cineticamente determinanti.
Nel caso particolare in cui lo stadio cineticamente determinante del trasferimento di carica corrisponda al trasferimento di un singolo elettrone attraverso una sola reazione elementare (cioè il meccanismo di reazione della reazione di trasferimento di carica sia rappresentato da un singolo stadio di reazione), n' è pari a 1 e i coefficienti di simmetria della barriera assumono identico valore dei rispettivi coefficienti di trasferimento di carica.